# Checkley
Checkley is een civil parish in het bestuurlijke gebied Staffordshire Moorlands, in het Engelse graafschap Staffordshire. In 2001 telde het dorp 4248 inwoners. Checkley komt in het Domesday Book (1086) voor als 'Cedla'.